# Powiat garwoliński

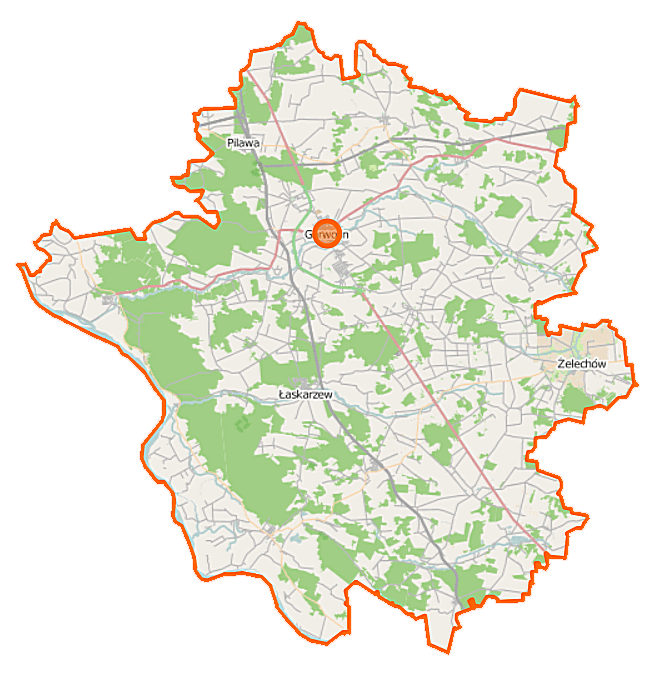
Mapa powiatu

Powiat garwoliński – powiat w Polsce (województwo mazowieckie), utworzony w 1999 w ramach reformy administracyjnej. Jego siedzibą jest miasto Garwolin.
Według danych z 31 grudnia 2019 roku powiat zamieszkiwało 108 981 osób. Natomiast według danych z 30 czerwca 2020 roku powiat zamieszkiwało 108 940 osób.

## Podział administracyjny
W skład powiatu wchodzą:
Gminy miejskie: Garwolin, Łaskarzew
Gminy miejsko-wiejskie: Maciejowice, Pilawa, Żelechów
Gminy wiejskie: Borowie, Garwolin, Górzno, Łaskarzew, Miastków Kościelny, Parysów, Sobolew, Trojanów, Wilga
Miasta: Garwolin, Łaskarzew, Maciejowice, Pilawa, Żelechów
|                    | Gminy powiatu według liczby mieszkańców \| Miejscowość \| Liczba ludności (grudzień 2016) \| \| ------------------ \| ------------------------------- \| \| Miasto Garwolin \| 17 338 \| \| Gmina Garwolin \| 13 118 \| \| Pilawa \| 10 924 \| \| Żelechów \| 8 386 \| \| Sobolew \| 8 237 \| \| Trojanów \| 7 413 \| \| Maciejowice \| 7 020 \| \| Górzno \| 6 463 \| \| Gmina Łaskarzew \| 5 527 \| \| Wilga \| 5 341 \| \| Borowie \| 5 226 \| \| Miasto Łaskarzew \| 4 898 \| \| Miastków Kościelny \| 4 879 \| \| Parysów \| 4 073 \| |
| Miejscowość        | Liczba ludności (grudzień 2016) |
| Miasto Garwolin    | 17 338 |
| Gmina Garwolin     | 13 118 |
| Pilawa             | 10 924 |
| Żelechów           | 8 386 |
| Sobolew            | 8 237 |
| Trojanów           | 7 413 |
| Maciejowice        | 7 020 |
| Górzno             | 6 463 |
| Gmina Łaskarzew    | 5 527 |
| Wilga              | 5 341 |
| Borowie            | 5 226 |
| Miasto Łaskarzew   | 4 898 |
| Miastków Kościelny | 4 879 |
| Parysów            | 4 073 |

## Położenie
Powiat położony jest na pograniczu historycznego Mazowsza (ziemia czerska) obejmującego północą część regionu wraz z miastami Garwolin i Pilawa. Południowa część należy natomiast do ziemi stężyckiej w Małopolsce, położone są tam
miasta Łaskarzew i Żelechów.
Zachodnią granicę powiatu stanowi Wisła. Północna część regionu wchodzi w skład Równiny Garwolińskiej, wschodnia należy do Wysoczyzny Żelechowskiej, zachodnia do Dolin Środkowej Wisły.

## Historia
Historię regionu ze stolicą w Garwolinie wywodzi się do 25 lutego 1539 r., kiedy to król Zygmunt I Stary nakazał przeniesienie roków ziemskich dla prawobrzeżnej części powiatu czerskiego (z wyłączeniem Karczewa i Radwankowa) do Garwolina. Do okresu zaborów region obejmował jednak tylko obszar na Mazowszu. Dopiero w XIX w. włączono weń większą część ziemi stężyckiej. W latach 1918–1938 należał do województwa lubelskiego, następnie został włączony do województwa warszawskiego. W podobnej postaci powiat przetrwał do 1975 r., kiedy to zlikwidowano powiaty. Po przywróceniu tych jednostek podziału administracyjnego w 1999 r. południowa część dawnego powiatu znalazła się w powiecie ryckim w woj. lubelskim.

## Demografia

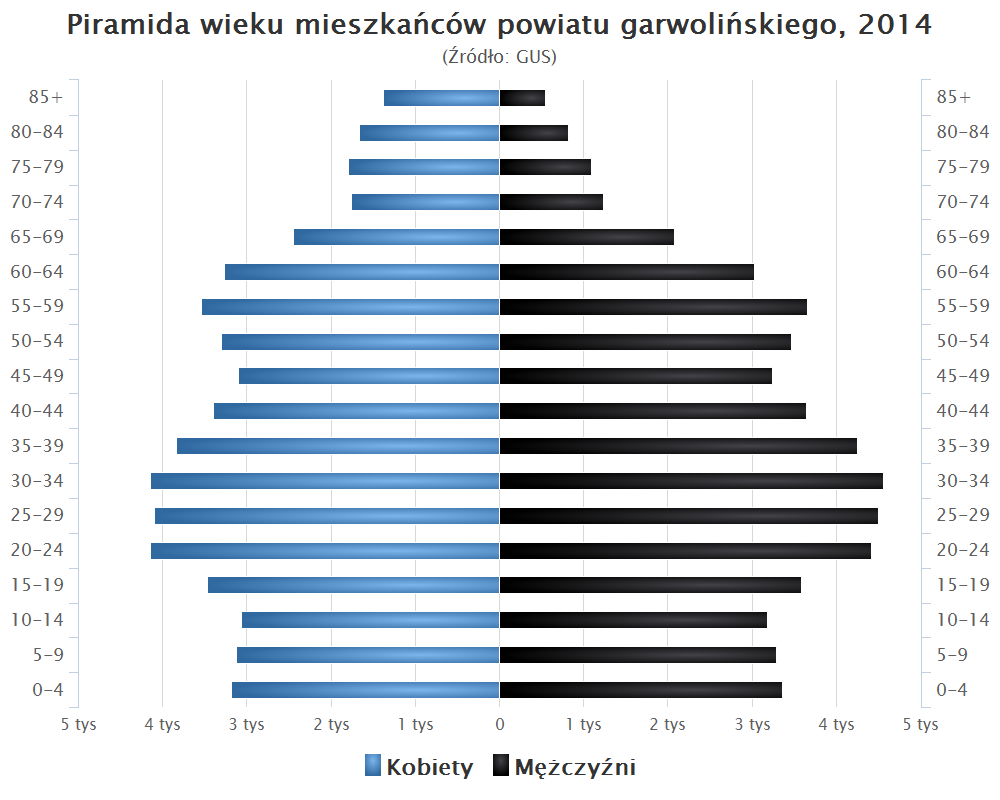
Piramida wieku mieszkańców powiatu garwolińskiego w 2014 roku

Liczba ludności (dane z 31 grudnia 2009):
|        | Ogółem  | Ogółem | Kobiety | Kobiety | Mężczyźni | Mężczyźni |
| osób   | %       | osób   | %       | osób    | %         |           |
| ------ | ------- | ------ | ------- | ------- | --------- | --------- |
| Ogółem | 106 927 | 100    | 53 908  | 50,42   | 53 019    | 49,58     |
| Miasto | 29 993  | 28,05  | 15 459  | 14,46   | 14 534    | 13,59     |
| Wieś   | 76 934  | 71,95  | 38 449  | 35,96   | 38 485    | 35,99     |

▶Wieś vs ▶miasto
Ogółem (▶k, ▶m)
Miasto (▶k, ▶m)
Wieś (▶k, ▶m)
Gęstość zaludnienia wynosi 88,82 osób na 1 km². Stopień urbanizacji wynosi 27,3%, co oznacza, że zdecydowana większość ludzi zamieszkuje wsie – 72,7% (powiat jest klasyfikowany jako słabo zurbanizowany).

## Religia
Większość mieszkańców jest katolikami. Istnieje zbór Garwolin oraz diaspora Kościoła Katolickiego Mariawitów. Wyznaje się również prawosławie. Świadkowie Jehowy posiadają dwa zbory w Garwolinie i Pilawie. Działalność religijną prowadzi też kilka innych wyznań.
Jeszcze kilka lat temu w Gocławiu (gm. Pilawa) istniał Kościół Starokatolickich Mariawitów. Budynek popadał w ruinę i został rozebrany.

## Władze powiatu
| Przewodniczący Rady Powiatu: - Zbigniew Leszek (2002-2006) - Marek Niedźwiedź (2006-2010) - Urszula Teresa Zadrożna (2010-2014) - Piotr Osmólski (2014-2018) - Waldemar Trzaskowski (2018-2024) - Norbert Wilbik (2024-2025) - Michał Jacek Pałyska (od 2025) | Starostowie: - Stefan Gora (1999–2006) (AWS) - Grzegorz Woźniak (2006–2010) (PiS) - Marek Chciałowski (2010–2018) (PSL) - Mirosław Walicki (2018-2024) (PiS) - Iwona Kurowska (od 2024) (PiS) |

## Sąsiednie powiaty
- Powiat grójecki
- Powiat kozienicki
- Powiat łukowski (lubelskie)
- Powiat miński
- Powiat otwocki
- Powiat rycki (lubelskie)
- Powiat siedlecki